# ダライ・ラマ2世
ダライ・ラマ2世（英語: Gendun Gyatso Palzangpo、ワイリー方式：dge 'dun rgya mtsho、1475年 - 1542年）は、2代目のダライ・ラマである。法名ゲンドゥン・ギャツォ（英語: Gendun Gyatso）。ゲンドゥン・ギャンツォ、ゲンドゥン・ギャムツォとも表記される。
ただし、生前にダライ・ラマを名乗ったわけではない。後にゲルク派の高僧スーナム・ギャツォ（1543年-1588年）がモンゴルのアルタン・ハーンから「ダライ・ラマ」の称号を奉られ、ダライ・ラマの制度が始まった。その際、スーナム・ギャツォは自らをダライ・ラマ3世とし、ゲンドゥン・ギャツォを追諡してダライ・ラマ2世とした。

## 生涯
1475年にチベットのウー・ツァン地方のシガツェ（現在の中華人民共和国チベット自治区シガツェ市）に近いタナク・セクメで生まれる。父親はクンガ・ギェルツェン、母親はマチク・クンガ・ペモ。両親は農業を営んでおり、父はニンマ派の行者でもあった。伝説によれば、言葉を話せるようになると自分はペマ・ドルジェだと名乗ったという。ペマ・ドルジェとは、ゲルク派の開祖ツォンカパの後継者のひとりであり、後世、ダライ・ラマ1世と定められたゲンドゥントゥプの出生名であった。
10歳の時、パンチェン・ルンリク・ギャツォより沙弥戒を受け、チョジェ・チューキ・ギェルツェンよりゲンドゥン・ギャツォの僧名を与えられ、11歳にして、ゲンドゥントゥプが建立したシガツェ近郊のタシルンポ寺で、ゲンドゥントゥプの生まれ変わりとして認定されたという（ただし、これは後世に生じた伝承であり、史実では、ゲルク派が転生活仏制度を始めたのはゲンドゥントゥプが没してからではなく、ゲンドゥン・ギャツォが没してからだ、という説もある）。その後、ラサのデプン寺で学んだり、また、後世のゲルク派の学匠スムパケンポによれば、ニンマ派のタントラの教えも学んだという。しかし、折しも時の権力者リンプン氏と結びついたカルマ・カギュ派がゲルク派を敵視するようになり、その軋轢の中でラサ周辺から離れざるを得なくなった。そして、チベットの諸地方を巡って布教に努め、ゲルク派の名声を高めた。1509年にはチベットの南方に行ってチューコルギェル寺を創建した。1512年にはタシルンポ寺の貫主となり、1517年にはリンプン氏の権勢の衰えによりラサへの帰還がかなってデプン寺の貫主となった。1530年にはセラ寺の貫主も兼任してゲルク派の実質的な指導者となった。1542年に没した。